# Miletus euclides
Miletus euclides är en fjärilsart som beskrevs av William Henry Miskin 1889. Miletus euclides ingår i släktet Miletus och familjen juvelvingar. Inga underarter finns listade i Catalogue of Life.